# Gheorghe Cojocari
Gheorghe Cojocari (n. 22 septembrie 1956, Pînzăreni, Fălești) este un economist din Republica Moldova, șef adjunct al Inspectoratului Fiscal Principal de Stat, fost viceministru al finanțelor al Republicii Moldova și vicepreședinte al Curții de Conturi a Republicii Moldova.

## Biografie
Gheorghe Cojocari s-a născut pe 22 septembrie 1956, în satul Pînzăreni, raionul Fălești, RSS Moldovenească.
A obținut diploma Tehnicumului industrial-economic din Chișinău, specialitatea contabil (1974); diploma Universității de Stat din Chișinău, specialitatea economist (1978) și diploma Școlii superioare de partid din Odesa, specialitatea politolog (1990).
A urmat cursuri de perfecționare în domeniul bugetar-fiscal (SUA, 2003; Turcia și Ungaria,1998; Austria,1997; Olanda,1996; Rusia, 1991).
După absolvirea Universității de Stat a activat în diferite domenii (comerț, construcții, vitivinicol, industria constructoare de mașini).
Din anul 1990 activează în sistemul financiar–fiscal.
Din februarie 2004 până în 2005 a fost viceministru al finanțelor al Republicii Moldova.
La 17 februarie 2005, prin Hotărîrea Parlamentului, a fost numit în funcția de vicepreședinte al Curții de Conturi.
La 29 decembrie 2005, prin Hotărîrea Parlamentului, a fost numit în funcția de membru al Curții de Conturi, pe care a deținut-o până în 2010.
Din 2010 până în prezent este șef adjunct al Inspectoratului Fiscal Principal de Stat al Republicii Moldova.
Prin Decretul Președintelui Republicii Moldova a fost decorat cu Ordinul "Gloria Muncii".
Este autor al mai multor publicații și a 2 manuale în domeniul bugetar-fiscal. Este coautor al titlului V al Codului Fiscal al Republicii Moldova. 
Căsătorit, are doi copii.